# Дона Каран
Дона Каран (енгл. Donna Karan; Квинс, 2. октобар 1948) је америчка модна креаторка, дизајнер и власница Дона Каран Њујорк бренда.

## Биографија
Рођена је 2. октобра 1948. године у Квинсу, градској области Њујорка. Потиче из јеврејске породице, од мајке Хелен и оца Габија Фаске. Њена мајке била фотомодел и такође радила као креатор, док је њен отац био терзија и галантериста, а преминуо је када је Дона имала три године. Дона и њена старија сестра Гаил је одгајила мајка у Вудмиру, у Њујорку. Завршила је средњу школу Џорџ Хјулит у Њујорку, 1996. године, а након тога уписала Универзитет Нова школа на Менхетну, где је учила у области дизајна.

## Каријера
Након напуштања колеџа, почела је да ради за америчку модну дизајнерку Ану Клајн, а након неког времена постала шеф њеног дизајнерског тима, где је остала све до 1985. године, када оснива свој бренд под назвиом Дона Каран.
Своју каријеру је започела као асистент дизајнер са Аном Клајнм, касних шездесетих година. Као асистент од Клајн, била је део модног шоуа Битка за Версајску модну ревију, 28. новембра 1973. године. Када је 1974. године преминула Ана Клајн, јапанска корпорација Такихио постала је нови власник фирме, а Каранова је заједно са њеним колегом Луис Делолиом постала главни модни дизајнер коппаније. Године 1984. Дона Каран је заједно са њеним мужем Стефаном Вејсом и Такихијо корпорацијом основала нови бизнис - дизајнирање модерне одеће за модерне људе. Своју прву женску колекцију гардеробе представила је 1985. године.
Каранова је постала познат апо њеној модној линији Есеншуалс, која се могла упаривати заједно са гардеробом из њене прве колеције из 1985. године. Инсистирала је на дизајнирању ствари само које би она носила, а то су углавном хаљине.
1998. године Дона Каран добила је надимак Краљица седме авеније јер је проширила своју модну линију прављењем јефтиније одеће за млађе, а тај бренд назвала је Дона Каран Њујорк. Две године касније креирала је Дона Караран Њујорк фармерке. Бренд Дона Каран Њујорк за мушкарце представљен је 1992. године.
Каранова је место извршног директора компаније напустила 1997. године, али наставила да води и дизајнира за Дона Каран модну линију. Након 2002. године доприноси њених дизајнера су били све мањи.
2015. године, Каранова је најавила да ће напустити место шефа истоимене компаније и да се фокусирати на животни бренд Урбан Зен, коју је основала 2007. године.

## Награде
- Награда компаније Коти за модни дизајн (1977 и 1982)
- Место на зиду славних компаније Коти (1984)[14]
- Награда Савета модних дизајнера Америке

## Приватан живот
Раних седамдесетих година удала се за Марка Карана, са којим има ћерку. Пар се развео 1978, а Дона се 1983. године удала за уметника Стефана Вејса, који је касније постао заменик извршог директора у компанији Дона Каран. Преминуо је од рака, 2001. године.
Каранова тренутно живи на релацији Нортвест Харбор, Њујорк и на острвима Теркс и Кејкос.